# H.V. & C.V. Quick
Haagse Voetbal- en Cricketvereniging Quick is een Nederlandse omnisportvereniging uit Den Haag, waar voetbal en cricket gespeeld wordt.
Een groep jongens richtte een voetbalclub op in 1896 en speelden op 1 maart 1896 de allereerste wedstrijd met een bal overgenomen van H.B.S. op een van de landjes tussen de 3e Obrechtstraat en de Schuytstraat, onder de naam Quick. De eerste officiële wedstrijd volgde in 1897 op een veld tegenover het huidige Gemeentemuseum. Na het veroveren van de kampioenstitel in 1900 van de Haagsche Voetbal Bond kwam Quick in de Nederlandsche Voetbal Bond (N.V.B.). In 1904 speelde Quick in de hoogste klasse van Nederland en in mei 1908 werd Quick kampioen van Nederland. In het voetbalteam dat in 1908 Nederland vertegenwoordigde op de Olympische Spelen in Londen waren vijf Quick spelers opgesteld. Quick wist vier keer de Holdertbeker te winnen (de voorloper van de KNVB beker), en Quick was de eerste club die dit driemaal op rij wist te doen (1909, 10, 11), iets wat alleen AFC Ajax (1970, 71, 72) en PSV (1988, 89, 90) nog wisten te evenaren.
In 1925 degradeerden ze naar de 2de klasse.
Naast voetbal wordt er bij Quick ook cricket beoefend. De club telt meer dan 1400 leden en is daarmee een van de grootste voetbalclubs van Den Haag.
In april 2013 nam Quick een nieuw clubhuis in gebruik Sportpark Nieuw Hanenburg, in de Bosjes van Pex.

## Erelijst
Cricket
- Kampioen van Nederland: 1965 (gedeeld), 1970, 1986, 2013, 2014

Voetbal
| Competitie    |        |                                             |
| Competitie    | Aantal | Jaren                                       |
| ------------- | ------ | ------------------------------------------- |
| Landskampioen | 1×     | 1908                                        |
| Holdertbeker  | 4×     | 1909, 1910 (beide door 2e team), 1911, 1916 |
| Zilveren Bal  | 5×     | 1908, 1909, 1915, 1957, 1968,               |

## Competitieresultaten 1901–heden (zondag)
| 1 2B |

| 4 2A |

| 1 2B |

| 1 2B |

| 10 |

| 10 |

| 5 |

| 1 |

| 3 |

| 4 |

| 9 |

| 3 |

| 7 |

| 8 |

| 10 |

| 4 |

| 9 |

| 12 |

| 11 |

| 11 |

| 3 |

| 2 |

| 10 |

| 9 |

| 10 |

| 5 2A |

| 3 2A |

| 3 2A |

| 6 2A |

| 2 2A |

| 4 2A |

| 8 2B |

| 7 2A |

| 5 2A |

| 5 2A |

| 8 2A |

| 8 2A |

| 8 2A |

| 9 2A |

| 3 |

| 2 2A |

| 3 2A |

| 4 2A |

| 1 2A |

|  |

| 7 2B |

| 4 2B |

| 2 2B |

| 6 2A |

| 7 2B |

| 2 2B |

| 10 2B |

| 9 2B |

| 6 2B |

| 3 2A |

| 8 1A |

| 9 1A |

| 4 1A |

| 7 1A |

| 4 1A |

| 12 1C |

| 8 1B |

| 12 1B |

| 5 2A |

| 2 2A |

| 11 2A |

| 1 3C |

| 11 2A |

| 6 3B |

| 2 3B |

| 5 3B |

| 5 3B |

| 3 3A |

| 7 3A |

| 3 3A |

| 8 3A |

| 7 3B |

| 9 3B |

| 7 3B |

| 5 3A |

| 5 3A |

| 2 3A |

| 4 3A |

| 1 3A |

| 3 2A |

| 2 2A |

| 8 2A |

| 9 2A |

| 2 2A |

| 6 2A |

| 8 2A |

| 5 2A |

| 1 2A |

| 9 1B |

| 4 1B |

| 4 1B |

| 7 1B |

| 5 1B |

| 5 1B |

| 13 A |

| 8 1B |

| 12 1B |

| 12 2D |

| 1 3C |

| 3 2C |

| 3 2C |

| 3 2C |

| 6 2C |

| 2 2C |

| 5 1B |

| 10 1B |

| 1 1B |

| 12 A |

| 7 A |

| 6 A |

| 5 A |

| 2 B |

| 3 |

| 7 |

| 13* |

| 12* |

| 10 |

| 9 |

| 11 |

- = Dit seizoen werd stopgezet vanwege de uitbraak van het coronavirus. Er werd voor dit seizoen geen officiële eindstand vastgesteld.

| Tweede divisie | Derde divisie | Vierde divisie | Eerste klasse |                 |
| Tweede klasse  | Derde klasse  | Vierde klasse  | Vijfde klasse | Overgangsklasse |

In elke staaf van de grafiek staat van boven naar beneden vermeld: 
- Eindnotering

Dit is de positie die de club heeft bereikt in de competitie, zonder eventuele beslissings-, play-off- of nacompetitiewedstrijden die nodig zijn geweest om bijvoorbeeld de kampioen van de competitie te bepalen.
Indien een * achter het getal staat is de notering een tussenstand en kan het zijn dat de notering niet overeenkomt met de uiteindelijke eindstand van de competitie.
Staat er een - dan is het seizoen nog bezig en is er geen definitieve uitslag bekend.
Staat er xx op de positie van de notering, dan heeft de club vroegtijdig de competitie verlaten. Dit kan onder andere komen door terugtrekking van het team, faillissement van de club of door een uitgedeelde straf van de KNVB. In veel gevallen staat elders in het artikel de reden vermeld.
Staat er een ? dan is het resultaat uit het verleden onbekend, en is alleen de competitie of het niveau bekend van dat seizoen.
In de seizoenen 2019/20 en 2020/21 werd wegens de coronacrisis het amateurvoetbal afgebroken. Daardoor kennen deze staven geen eindklassering (middels -- weergegeven).
- Competitieniveau en afdelingsletter of Officiële eindstand Eredivisie
  - Competitieniveau en afdelingsletter

Hierbij geeft het getal het niveau weer, dat ook terug te vinden is in de legenda. De letter is de afdelingsaanduiding en wordt gebruikt wanneer er meer afdelingen zijn op hetzelfde niveau. De afdelingsletter is altijd een hoofdletter en wordt meestal zonder nummer gebruikt.
Voorbeeld: 2F is niveau 2e klasse competitie F.
Het competitieniveau en nummer wordt niet vermeld wanneer er slechts één competitie van dit niveau was.
  - Officiële eindstand Eredivisie (getal staat tussen haakjes vermeld)

Sinds de introductie van play-offwedstrijden voor Europees voetbal na afloop van de reguliere competitie in 2005/06, is de KNVB verplicht een eindstand van de Eredivisie door te geven aan de UEFA aan de hand van deze play-offwedstrijden.
Bij deze eindstand staan clubs die zich hebben gekwalificeerd voor Europees voetbal hoger dan clubs die zich niet wisten te kwalificeren. Indien er geen verschil was tussen de eindnotering en de officiële eindstand, staat dit getal niet vermeld.

- Onderafdeling

Hier staat afgekort de naam van de onderafdeling indien de club in dat jaar in een onderafdeling uitkwam. Tevens staat deze afkorting in de legenda en wordt gelinkt naar het artikel over deze onderafdeling. Deze afkorting wordt alleen vermeld wanneer de club in het verleden in verschillende onderafdelingen heeft gespeeld. Deze vermelding is in de staaf altijd in kleine letters. Deze onderafdelingen zijn na het seizoen 1995/96 afgeschaft. Heeft de club in slechts één onderafdeling gespeeld, dan is dit alleen terug te vinden in de legenda.
Onder de staaf staat het jaartal vermeld waarin het seizoen is afgesloten. 15 verwijst naar het seizoen 2014/15 of eventueel het seizoen 1914/15.
Wanneer een staaf leeg is, zijn deze gegevens niet bekend. Het kan ook zijn dat de club dat seizoen niet heeft meegespeeld op het hogere amateurniveau, vroegtijdig de competitie heeft verlaten of uit de competitie is gezet.

In het seizoen 1944/45 was er wegens de Tweede Wereldoorlog geen regulier competitievoetbal.

## Competitieresultaten 2023-heden (zaterdag)
| 3 5B |

| 9 4C |

| Tweede divisie | Derde divisie | Vierde divisie | Eerste klasse |
| Tweede klasse  | Derde klasse  | Vierde klasse  | Vijfde klasse |

In elke staaf van de grafiek staat van boven naar beneden vermeld: 
- Eindnotering

Dit is de positie die de club heeft bereikt in de competitie, zonder eventuele beslissings-, play-off- of nacompetitiewedstrijden die nodig zijn geweest om bijvoorbeeld de kampioen van de competitie te bepalen.
Indien een * achter het getal staat is de notering een tussenstand en kan het zijn dat de notering niet overeenkomt met de uiteindelijke eindstand van de competitie.
Staat er een - dan is het seizoen nog bezig en is er geen definitieve uitslag bekend.
Staat er xx op de positie van de notering, dan heeft de club vroegtijdig de competitie verlaten. Dit kan onder andere komen door terugtrekking van het team, faillissement van de club of door een uitgedeelde straf van de KNVB. In veel gevallen staat elders in het artikel de reden vermeld.
Staat er een ? dan is het resultaat uit het verleden onbekend, en is alleen de competitie of het niveau bekend van dat seizoen.
In de seizoenen 2019/20 en 2020/21 werd wegens de coronacrisis het amateurvoetbal afgebroken. Daardoor kennen deze staven geen eindklassering (middels -- weergegeven).
- Competitieniveau en afdelingsletter of Officiële eindstand Eredivisie
  - Competitieniveau en afdelingsletter

Hierbij geeft het getal het niveau weer, dat ook terug te vinden is in de legenda. De letter is de afdelingsaanduiding en wordt gebruikt wanneer er meer afdelingen zijn op hetzelfde niveau. De afdelingsletter is altijd een hoofdletter en wordt meestal zonder nummer gebruikt.
Voorbeeld: 2F is niveau 2e klasse competitie F.
Het competitieniveau en nummer wordt niet vermeld wanneer er slechts één competitie van dit niveau was.
  - Officiële eindstand Eredivisie (getal staat tussen haakjes vermeld)

Sinds de introductie van play-offwedstrijden voor Europees voetbal na afloop van de reguliere competitie in 2005/06, is de KNVB verplicht een eindstand van de Eredivisie door te geven aan de UEFA aan de hand van deze play-offwedstrijden.
Bij deze eindstand staan clubs die zich hebben gekwalificeerd voor Europees voetbal hoger dan clubs die zich niet wisten te kwalificeren. Indien er geen verschil was tussen de eindnotering en de officiële eindstand, staat dit getal niet vermeld.

- Onderafdeling

Hier staat afgekort de naam van de onderafdeling indien de club in dat jaar in een onderafdeling uitkwam. Tevens staat deze afkorting in de legenda en wordt gelinkt naar het artikel over deze onderafdeling. Deze afkorting wordt alleen vermeld wanneer de club in het verleden in verschillende onderafdelingen heeft gespeeld. Deze vermelding is in de staaf altijd in kleine letters. Deze onderafdelingen zijn na het seizoen 1995/96 afgeschaft. Heeft de club in slechts één onderafdeling gespeeld, dan is dit alleen terug te vinden in de legenda.
Onder de staaf staat het jaartal vermeld waarin het seizoen is afgesloten. 15 verwijst naar het seizoen 2014/15 of eventueel het seizoen 1914/15.
Wanneer een staaf leeg is, zijn deze gegevens niet bekend. Het kan ook zijn dat de club dat seizoen niet heeft meegespeeld op het hogere amateurniveau, vroegtijdig de competitie heeft verlaten of uit de competitie is gezet.

In het seizoen 1944/45 was er wegens de Tweede Wereldoorlog geen regulier competitievoetbal.

## H.V. & C.V. Quick in de KNVB Beker
Dit schema laat de resultaten zien van H.V. & C.V. Quick tegen profclubs in de KNVB Beker.
| Seizoen | Ronde    | Wedstrijd             | Uitslag |
| ------- | -------- | --------------------- | ------- |
| 2019/20 | 1e ronde | Quick - Willem II     | 0-4     |
| 2022/23 | 2e ronde | Quick - De Graafschap | 1-4     |

## Bekende (oud-)spelers

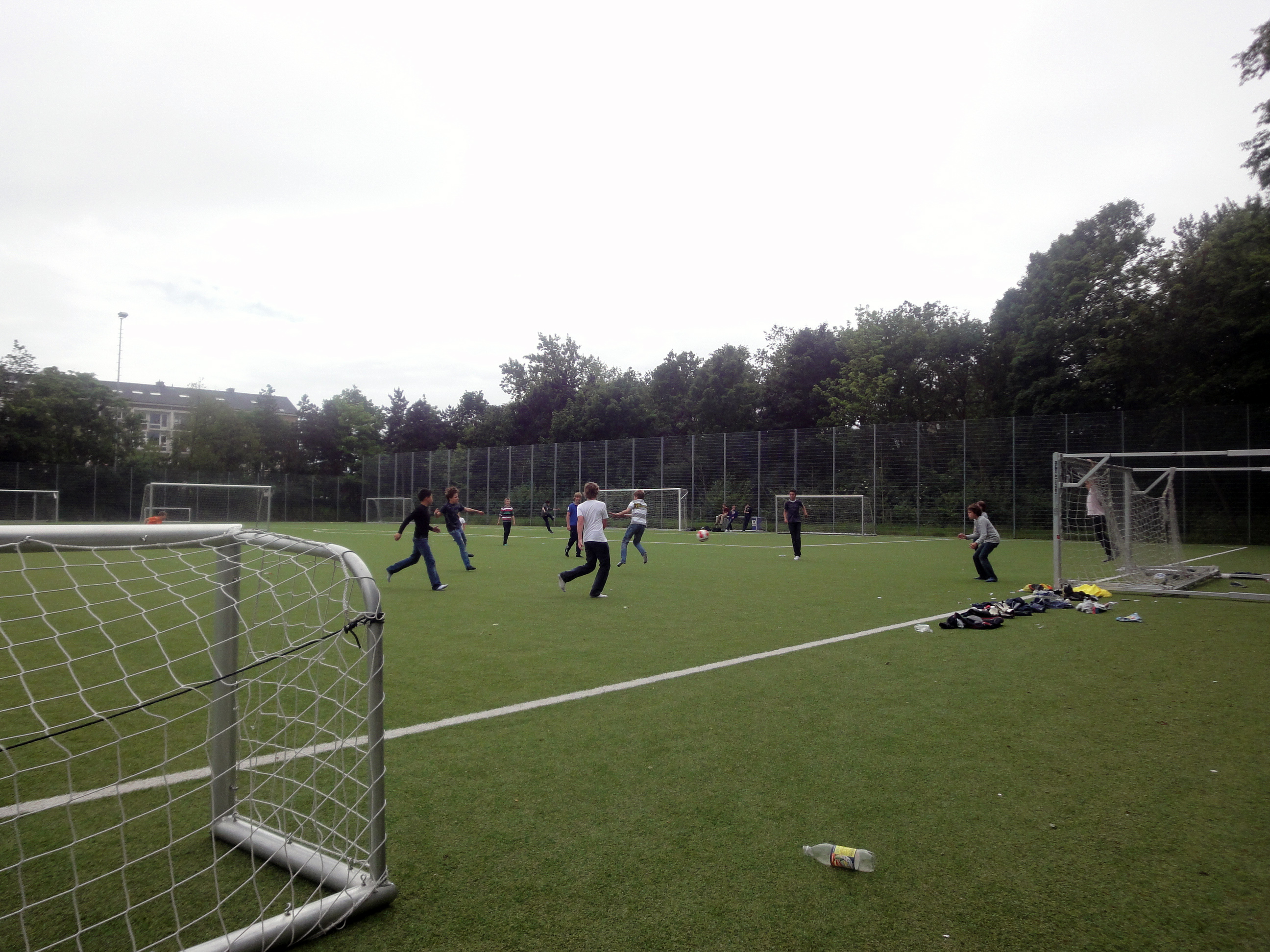
Voetbalveld van H.V. & C.V. Quick

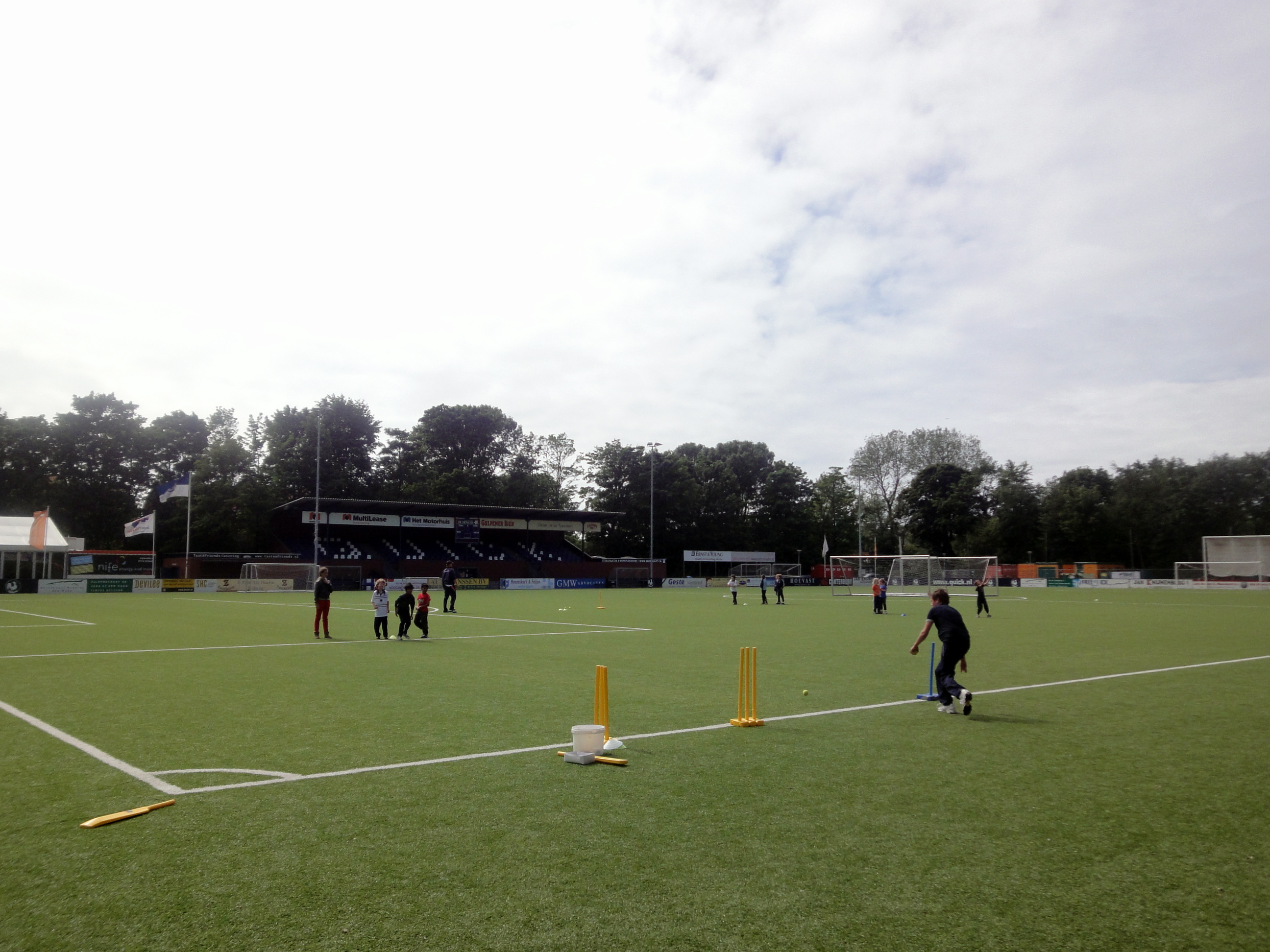
Cricketveld van H.V. & C.V. Quick

- Tyrese Asante
- Raymond Atteveld
- Raymond Baten
- Reinier Beeuwkes
- Crescendo van Berkel
- Roel Buikema
- Ali Boussaboun
- Guyon Fernandez
- Kai van Hese
- Arnold Hörburger
- Geoffrey Knijnenburg
- Robert van Koesveld
- Cees de Lange
- Mimoun Mahi
- Eddy de Neve
- Joop Niezen
- Lou Otten
- Jops Reeman
- Edu Snethlage
- Cees Tempelaar
- Caius Welcker